# Handley Page V/1500

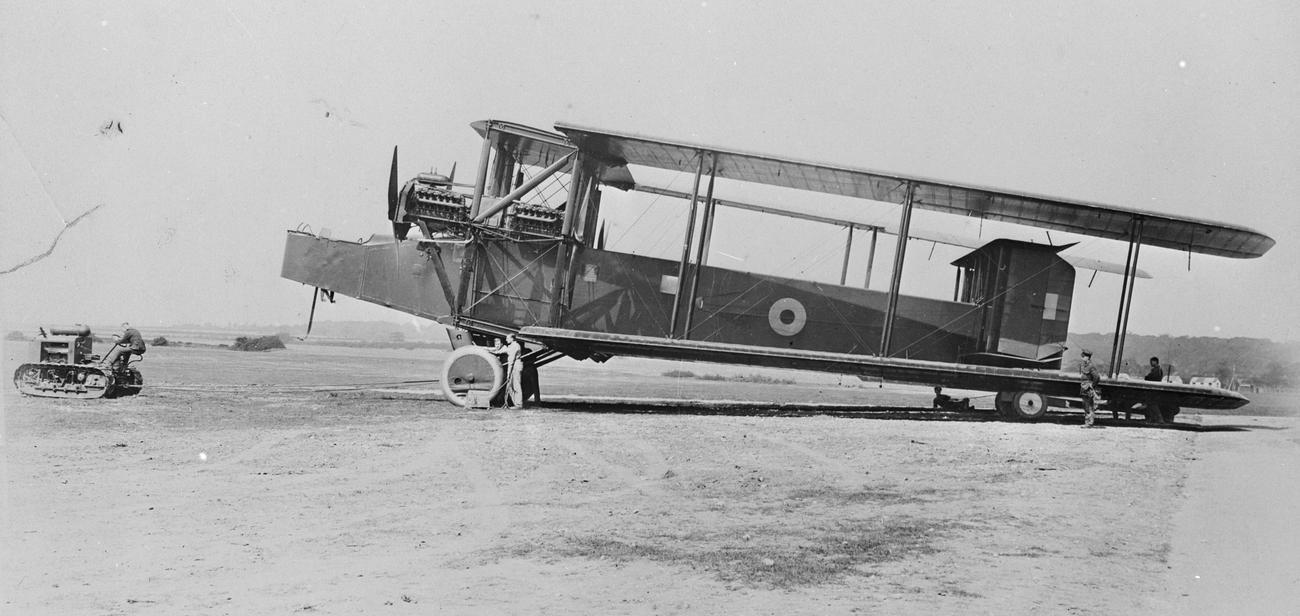
Le ali dell'Handley Page V/1500 potevano essere ripiegate all'indietro.

L' Handley Page V/1500 era un bombardiere pesante biplano prodotto dall'azienda britannica Handley Page Limited negli anni dieci del XX secolo.
Utilizzato dalla Royal Air Force, la forza aerea britannica, venne impiegato nelle azioni di bombardamento notturno durante le ultime fasi della prima guerra mondiale.

## Storia

### Sviluppo
Nel 1917 l'Air Ministry britannico, il ministero che nel Regno Unito era deputato alla gestione dello sviluppo dell'aviazione militare e civile, emise una specifica per la fornitura di un nuovo bombardiere notturno di grandi dimensioni che avesse la capacità di operare in profondità in territorio tedesco, come già era in grado il precedente e più leggero Handley Page O/100 entrato da poco in servizio, e che riuscisse a trasportare un carico bellico da caduta pari a 3 000 lb (circa 1 400 kg). Queste caratteristiche avrebbero permesso la capacità di bombardare Berlino partendo da basi aeree ubicate nell'East Anglia.
Il V/1500 era caratterizzato dalla classica costruzione in legno e tela del periodo, dall'adozione di una fusoliera di disegno simile a quella dell'O/900, ma il nuovo modello adottava una velatura biplana dalla maggiore apertura, dotata di quattro coppie di montanti per lato, ed era equipaggiato con quattro più potenti motori Rolls-Royce Eagle VIII da 375 hp (280 kW) ciascuno, montati in configurazione traente-spingente in due gondole invece di due soli Eagle traenti dei modelli più piccoli. L'unica relativa innovazione era il posizionamento della postazione difensiva posteriore, con il mitragliere situato all'apice della fusoliera e centralmente tra i quattro elementi verticali dell'impennaggio.
A causa dei pressanti impegni di produzione degli stabilimenti Handley Page di Cricklewood, oltre che per garantire una maggiore sicurezza, le componenti del primo prototipo vennero costruite dalla Harland and Wolff a Belfast, Irlanda del Nord, inviate quindi a Cricklewood per l'assemblaggio. L'esemplare riuscì ad essere portato in volo per la prima volta il 22 maggio 1918. Per riuscire a disposizione più velocemente il nuovo modello l'ordine di fornitura emesso per un totale di 210 esemplari venne suddiviso su diverse aziende britanniche, tra cui la Harland and Wolff, la Beardmore, l'Handley Page, la Grahame-White e Alliance Aircraft, ma per il termine del conflitto e le mutate esigenze operative vennero completati solamente 40 velivoli più altri 22 prodotti come parti di ricambio.

## Utilizzatori
Regno Unito
- Royal Air Force